# Mellé
Mellé är en kommun i departementet Ille-et-Vilaine i regionen Bretagne i nordvästra Frankrike. Kommunen ligger i kantonen Louvigné-du-Désert som tillhör arrondissementet Fougères-Vitré. År 2022 hade Mellé 648 invånare.

## Befolkningsutveckling
Antalet invånare i kommunen Mellé
Referens:INSEE